# 猇亭区
猇亭区（こうてい-く）は中華人民共和国湖北省宜昌市に位置する市轄区。

## 行政区画
- 街道:古老背街道、虎牙街道、雲池街道